# Mavallipura, Bangalore North
Mavallipura là một làng thuộc tehsil Bangalore North, huyện Bangalore Urban, bang Karnataka, Ấn Độ.